# John Stewart, VII conte di Galloway
John Stewart, VII conte di Galloway (13 marzo 1736 – 13 novembre 1806), è stato un nobile scozzese.

## Biografia
Era il figlio di Alexander Stewart, VI conte di Galloway, e di sua moglie, Lady Catherine Cochrane, figlia di John Cochrane, IV conte di Dundonald.

## Carriera
Nel 1773 successe al padre nella contea. È stato un rappresentante del Pari di Scozia nella Camera dei lord (1774-1790). È stato un Lord of the Bedchamber di Giorgio III (1783-1806).
Era stato un bersaglio di due poesie ostili da parte di Robert Burns:John Bushby's Lamentation e On the Earl of Galloway.
Era un assiduo frequentatore dell'opera.

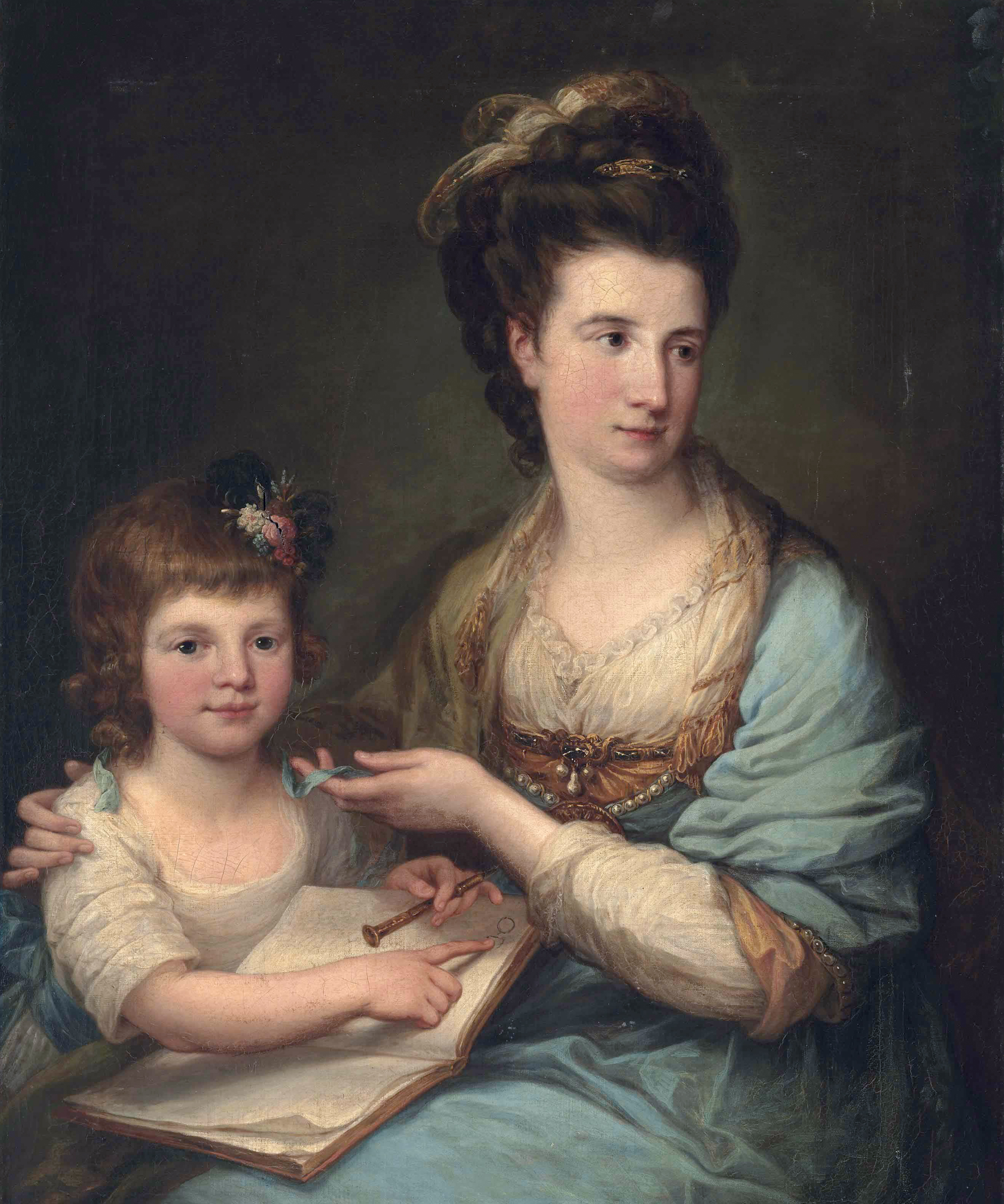
Anne Dashwood e la figlia Susan, di Angelica Kauffmann.

## Matrimoni

### Primo Matrimonio
Sposò, il 14 agosto 1762, Lady Charlotte Mary Greville (1745-31 maggio 1763), figlia di Francis Greville, I conte di Warwick. Ebbero due figli che morirono in tenera età.

### Secondo Matrimonio
Sposò, il 13 giugno 1764, Anne Dashwood (1743-8 gennaio 1830), figlia di James Dashwood. Ebbero sedici figli:
- Lady Catherine Stewart (18 marzo 1765-20 settembre 1836), sposò James Graham, ebbero otto figli;
- Alexander Stewart (18 febbraio 1766-29 marzo 1766);
- Lady Susan Stewart (10 aprile 1767-2 aprile 1841), sposò George Spencer-Churchill, V duca di Marlborough, ebbero tre figli;
- George Stewart, VIII conte di Galloway (24 marzo 1768-27 marzo 1834);
- Lady Anne Harriet Stewart (2 novembre 1769-30 gennaio 1850), sposò Spencer Chichester, ebbero cinque figli;
- Lady Elizabeth Euphemia Stewart (6 ottobre 1771-12 novembre 1855), sposò William Inge Philips, non ebbero figli;
- Leveson Keith Stewart (4 ottobre 1772-12 settembre 1780);
- Lady Georgiana Frances Stewart (15 maggio 1776-12 aprile 1804);
- Sir William Stewart (10 gennaio 1774-7 gennaio 1827), sposò Frances Douglas, ebbero due figli;
- Charles James Stewart (15 aprile 1775-13 luglio 1837);
- Lady Charlotte Stewart (7 agosto 1777-1842), sposò Edward Crofton, ebbero sei figli;
- Lady Caroline Stewart (23 ottobre 1778-1818), sposò George Rushout-Bowles, ebbero quattro figli;
- Montgomery Granville John Stewart (15 aprile 1780-10 gennaio 1860), sposò Catherine Honyman, ebbero otto figli;
- Edward Richard Stewart (5 maggio 1782-27 maggio 1851), sposò Katherine Charteris, ebbero quattro figli;
- James Henry Keith Stewart (22 ottobre 1783-18 luglio 1836), sposò Henrietta Anne Madan, ebbero due figli;
- Lady Georgiana Charlotte Sophia Stewart (1 febbraio 1785-25 luglio 1809), sposò William Bligh, ebbero una figlia.

## Morte
Morì il 13 novembre 1806.

## Ascendenza
|                                            |                                          |                                                 | Genitori                                          |  |  | Nonni |  |  | Bisnonni                                    |  |  | Trisnonni                               |  |
|                                            |                                          |                                                 |                                                   |  |  |       |  |  | 8. Alexander Stewart, III conte di Galloway |  |  | 16. James Stewart, II conte di Galloway |  |
|                                            |                                          |                                                 |                                                   |  |  |       |  |  | 8. Alexander Stewart, III conte di Galloway |  |  | 16. James Stewart, II conte di Galloway |  |
|                                            |                                          | 17. Nicola Grierson                             |                                                   |  |  |       |  |  | 8. Alexander Stewart, III conte di Galloway |  |  |                                         |  |
| 4. James Stewart, V conte di Galloway      |                                          |                                                 |                                                   |  |  |       |  |  | 8. Alexander Stewart, III conte di Galloway |  |  |                                         |  |
|                                            |                                          | 9. lady Mary Douglas                            | 18. James Douglas, II conte di Queensberry        |  |  |       |  |  |                                             |  |  |                                         |  |
|                                            |                                          | 9. lady Mary Douglas                            | 18. James Douglas, II conte di Queensberry        |  |  |       |  |  |                                             |  |  |                                         |  |
|                                            |                                          | 9. lady Mary Douglas                            | 19. lady Margaret Stewart                         |  |  |       |  |  |                                             |  |  |                                         |  |
| 2. Alexander Stewart, VI conte di Galloway |                                          | 9. lady Mary Douglas                            |                                                   |  |  |       |  |  |                                             |  |  |                                         |  |
|                                            |                                          | 10. Alexander Montgomerie, IX conte di Eglinton | 20. Alexander Montgomerie, VIII conte di Eglinton |  |  |       |  |  |                                             |  |  |                                         |  |
|                                            |                                          | 10. Alexander Montgomerie, IX conte di Eglinton | 20. Alexander Montgomerie, VIII conte di Eglinton |  |  |       |  |  |                                             |  |  |                                         |  |
|                                            |                                          | 10. Alexander Montgomerie, IX conte di Eglinton | 21. lady Elizabeth Crichton                       |  |  |       |  |  |                                             |  |  |                                         |  |
| 5. lady Catherine Montgomerie              |                                          | 10. Alexander Montgomerie, IX conte di Eglinton |                                                   |  |  |       |  |  |                                             |  |  |                                         |  |
|                                            |                                          | 11. Margaret Cochrane                           | 22. William Cochrane, lord Cochrane               |  |  |       |  |  |                                             |  |  |                                         |  |
|                                            |                                          | 11. Margaret Cochrane                           | 22. William Cochrane, lord Cochrane               |  |  |       |  |  |                                             |  |  |                                         |  |
|                                            |                                          | 11. Margaret Cochrane                           | 23. lady Catherine Kennedy                        |  |  |       |  |  |                                             |  |  |                                         |  |
| 1. John Stewart, VII conte di Galloway     |                                          | 11. Margaret Cochrane                           |                                                   |  |  |       |  |  |                                             |  |  |                                         |  |
|                                            | 12. John Cochrane, II conte di Dundonald | 24. William Cochrane, lord Cochrane (= 22)      |                                                   |  |  |       |  |  |                                             |  |  |                                         |  |
|                                            | 12. John Cochrane, II conte di Dundonald | 24. William Cochrane, lord Cochrane (= 22)      |                                                   |  |  |       |  |  |                                             |  |  |                                         |  |
|                                            | 12. John Cochrane, II conte di Dundonald | 25. lady Catherine Kennedy (= 23)               |                                                   |  |  |       |  |  |                                             |  |  |                                         |  |
| 6. John Cochrane, IV conte di Dundonald    | 12. John Cochrane, II conte di Dundonald |                                                 |                                                   |  |  |       |  |  |                                             |  |  |                                         |  |
|                                            |                                          | 13. lady Susanna Douglas-Hamilton               | 26. William Douglas, I conte di Selkirk           |  |  |       |  |  |                                             |  |  |                                         |  |
|                                            |                                          | 13. lady Susanna Douglas-Hamilton               | 26. William Douglas, I conte di Selkirk           |  |  |       |  |  |                                             |  |  |                                         |  |
|                                            |                                          | 13. lady Susanna Douglas-Hamilton               | 27. Anne Hamilton, III duchessa di Hamilton       |  |  |       |  |  |                                             |  |  |                                         |  |
| 3. lady Catherine Cochrane                 |                                          | 13. lady Susanna Douglas-Hamilton               |                                                   |  |  |       |  |  |                                             |  |  |                                         |  |
|                                            |                                          | 14. Charles Murray, I conte di Dunmore          | 28. John Murray, I marchese di Atholl             |  |  |       |  |  |                                             |  |  |                                         |  |
|                                            |                                          | 14. Charles Murray, I conte di Dunmore          | 28. John Murray, I marchese di Atholl             |  |  |       |  |  |                                             |  |  |                                         |  |
|                                            |                                          | 14. Charles Murray, I conte di Dunmore          | 29. lady Amelia Stanley                           |  |  |       |  |  |                                             |  |  |                                         |  |
| 7. lady Anne Murray                        |                                          | 14. Charles Murray, I conte di Dunmore          |                                                   |  |  |       |  |  |                                             |  |  |                                         |  |
|                                            |                                          | 15. Catherine Watts                             | 30. Richard Watts                                 |  |  |       |  |  |                                             |  |  |                                         |  |
|                                            |                                          | 15. Catherine Watts                             | 30. Richard Watts                                 |  |  |       |  |  |                                             |  |  |                                         |  |
|                                            |                                          | 15. Catherine Watts                             | 31. Catherine Werden                              |  |  |       |  |  |                                             |  |  |                                         |  |
|                                            |                                          | 15. Catherine Watts                             |                                                   |  |  |       |  |  |                                             |  |  |                                         |  |